# Henryk Samsonowicz
Henryk Bohdan Samsonowicz (sinh ngày 23 tháng 1 năm 1930 tại Warsaw) là nhà sử học Ba Lan chuyên viết về Ba Lan thời trung cổ. Ông là nhà văn nhiều kinh nghiệm và là giáo sư Đại học Warzsawa. Năm 1989–1990, ông là bộ trưởng giáo dục trong chính phủ của thủ tướng Tadeusz Mazowiecki.

## Cuộc đời
Samsonowicz tốt nghiệp năm 1950 tại Đại học Warszawa. Năm 1954 ông nhận bằng Tiến sĩ, năm 1960 ông đi nghiên cứu. Năm 1971 Samsonowicz được phong là giáo sư. Từ năm 1967, ông là Phó trưởng Khoa Nghiên cứu Nhân văn của Trường Đại học Warszawa, đến năm 1970 - 1973, ông là Chủ nhiệm Bộ môn. Samsonowicz là còn là Viện trưởng Viện Sử học từ năm 1975 đến năm 1980.
Năm 1980, ông thành viên của Công đoàn Đoàn kết. Ngày 1 tháng 10 năm 1980, ông được đề cử làm hiệu trưởng Đại học Warszawa nhưng bị bãi nhiệm vào ngày 8 tháng 4 năm 1982. Sau cuộc bầu cử ngày 4 tháng 6 năm 1989, ông trở thành Bộ trưởng Bộ Giáo dục cho đến tháng 1 năm 1991.
Hiện tại, Samsonowicz giảng dạy tại Học viện Nhân văn ở Pułtusk, là thành viên của Viện Hàn lâm Khoa học Ba Lan. Ông cũng có các bằng danh dự của Đại học Nicolaus Copernicus ở Toruń, Đại học Maria Curie-Skłodowska và Đại học Wrocław.Năm 1984 ông được trao giải thưởng Bắc Đẩu Bội tinh. Năm 2008, Samsonowicz là công dân danh dự của Pultusk và Ostrowiec Świętokrzyski.

## Các tác phẩm
Samsonowicz đã viết khoảng 800 bài báo khoa học, chủ yếu là về lịch sử Ba Lan thời trung cổ, gồm 16 cuốn sách và giáo trình đại học. Các tác phẩm nổi bật:
- Henryk Samsonowicz, Historia Polski do roku 1795 (Lịch sử Ba Lan đến năm 1795), Kraków 2000,
- Henryk Samsonowicz, Późne średniowiecze miast nadbałtyckich. Studia z dziejów Hanzy nad Bałtykiem w XIV-XV w. (Cuối thời Trung cổ của các thành phố Baltic. Các nghiên cứu về lịch sử của Liên đoàn Hanse trong thế kỷ 14 và 15), Warsaw 1968
- Henryk Samsonowicz, Miejsce Polski w Europie (Vị trí của Ba Lan ở Châu Âu), Warsaw 1995
- Henryk Samsonowicz, Ziemie polskie w X wieku i ich znaczenie w kształtowaniu się nowej mapy Europy (Vùng đất Ba Lan thế kỷ 10 và ý nghĩa vùng đất trong việc hình thành bản đồ mới của châu Âu), Kraków 2000
- Henryk Samsonowicz, Tysiącletnie dzieje (Ngàn năm lịch sử, cùng với Janusz Tazbir), Wrocław 1997
- Henryk Samsonowicz, Idea uniwersytetu u schyłku tysiąclecia (Ý tưởng về một trường đại học vào buổi bình minh của thiên niên kỷ, đồng tác giả), Warsaw 1998.